# Xã Warsaw, Quận Goodhue, Minnesota
Xã Warsaw (tiếng Anh: Warsaw Township) là một xã thuộc quận Goodhue, tiểu bang Minnesota, Hoa Kỳ. Năm 2010, dân số của xã này là 607 người.